# Baylor megye
Baylor megye az Amerikai Egyesült Államokban, azon belül Texas államban található. Megyeszékhelye és legnagyobb városa Seymour. Lakosainak száma 3465 fő (2020. április 1.). Baylor megye Wilbarger, Archer, Throckmorton, Knox, Foard, Young, Wichita és Haskell megyékkel határos.

## Népesség
A megye népességének változása:
| Lakosok száma | 3717 | 3713 | 3620 | 3614 | 3618 | 3465 |
|               | 2010 | 2011 | 2012 | 2013 | 2015 | 2020 |